# Britta Büthe
Britta Büthe (25 maggio 1988) è una giocatrice di beach volley tedesca.

## Palmarès

### Mondiali
- 1 medaglia:
  - 1 argento (Stare Jabłonki 2013)